# Ministerstvo hospodářství Slovenské republiky
Ministerstvo hospodářství Slovenské republiky (mezi 1. červencem 2010 a 31. říjnem 2010 Ministerstvo hospodářství a výstavby Slovenské republiky) je jedno z ministerstev Slovenska.

## Působnost
Ministerstvo hospodářství SR je ústředním orgánem státní správy Slovenské republiky pro:
1. Průmysl s výjimkou potravinářství, stavebních výrobků a výroby stavebních látek,
2. Energetiku včetně hospodaření s jaderným palivem a skladování radioaktivních odpadů,
3. Teplárenství a plynárenství,
4. Těžbu a úpravu tuhých paliv, těžbu ropy a zemního plynu, těžbu rudných a nerudných surovin a vyhledávání a průzkum radioaktivních surovin a jejich těžbu,
5. Podporu malého podnikání a středního podnikání,
6. Strategii tvorby podnikatelského prostředí a podporu podnikatelského prostředí,
7. Vnitřní obchod, zahraniční obchod, cestovní ruch a ochranu spotřebitele,
8. Ochranu a využívání nerostných surovin včetně hlavního dozoru nad ochranou a využíváním ložisek nerostů,
9. Hlavní dozor nad bezpečností a ochranou zdraví při práci a bezpečností provozu v hornické činnosti, činnosti prováděné hornickým způsobem a při používání výbušnin,
10. Puncovnictví a zkoušení drahých kovů,
11. Kontrolu zákazu vývoje, výroby, skladování, použití a obchodu s chemickými zbraněmi a prekurzory potřebnými pro jejich výrobu,
12. Koordinaci a metodické usměrňování plnění úkolů hospodářské mobilizace,
13. Privatizací a privatizaci majetku státu a pro správu majetku státu v podnikatelské sféře.

## Ministryně hospodářství
Ministerstvo hospodářství řídí a za jeho činnost odpovídá ministr hospodářství, kterého jmenuje a odvolává prezident SR na návrh předsedy vlády SR.
Současnou ministryní je Denisa Saková (HLAS-SD).

## Státní tajemník ministerstva hospodářství
Ministra hospodářství v době jeho nepřítomnosti zastupuje v rozsahu jeho práv a povinností státní tajemník. Ministr ho může pověřit i v jiných případech, aby ho zastupoval v rozsahu jeho práv a povinností. Státní tajemník má při zastupování ministra na jednání vlády poradní hlas. Státního tajemníka jmenuje a odvolává vláda na návrh ministra hospodářství. V odůvodněných případech může vláda stanovit, že na ministerstvu působí dva státní tajemníci – to je i případ ministerstva hospodářství. Ministr určí, ve kterých otázkách a v jakém pořadí ho státní tajemníci zastupují.
Státními tajemníky Ministerstva hospodářství jsou Peter Švec a Branislav Sušila.